# Парламентские выборы в Испании (1979)
Парламентские выборы в Испании 1979 года состоялись 1 марта и стали вторыми после смерти Франсиско Франко и первыми, проведёнными в соответствии с испанской Конституцией 1978 года. Были избраны все 350 членов Конгресса депутатов и все 208 сенаторов.
Результаты оказались практически такими же, как и на предыдущих выборах. Союз демократического центра остался самой крупной партией, завоевав 168 из 350 мест в Конгрессе депутатов и 119 из 208 мест в Сенате. В результате, Адольфо Суарес сохранил правительство меньшинства, оказавшись зависимым от поддержки со стороны правой коалиции Мануэля Фраги, которая испытала избирательный спад, потеряв почти половину мест. Сохранили свои позиции социалисты, чуть улучшило своё положение коммунисты. В первый после смерти Франко и единственный раз крайне правые силы смогли получить парламентское представительство: коалиция Национальный Союз завоевала одно место в Конгресс для своего лидера Бласа Пиньяра.

## Предыстория
Одной из проблем для депутатов вновь избранного парламента стал вопрос об амнистии для заключённых, которые всё ещё находились в тюрьме за преступления «по политическим мотивам», в том числе убийства и террористические акты. Кроме того, левые силы были недовольны тем, что законы, по их мнению составлявшие своего рода «пакт забвения», защищали от наказания людей, которые совершили преступления в ходе репрессий Франко. Коммунист Марселино Камачо сказал: «как мы можем примирить тех, кто убивали друг друга, если не вычеркнем прошлое раз и навсегда?»
Тем не менее, основной задачей парламента и правительства была выработка новой конституции. С этой целью при Конгрессе депутатов был создан Комитет по конституционным делам, который в свою очередь назначил семь своих членов представить проект. Три депутата были от СДЦ, по одному от ИСРП, КПИ и Национального союза, ещё один от басков и каталонцев. Были выработаны ряд предложений для достижения консенсуса по тексту, который должен был быть в целом приемлем для основных политических сил, с тем чтобы, когда они начнут чередоваться у власти, не пришлось бы каждый раз менять Конституцию. В то время как СДЦ удовлетворил ряд требований слева, в основном касавшихся прав и основных свобод, ИСРП и КПИ отказались от республиканской формы правления в пользу монархии без проведения плебисцита по этому вопросу, хотя полномочия Короны и были практически равны нулю. Также были приняты некоторые из предложений баскских и каталонских националистов, а также достигнута договоренность по религиозному вопросу.
Основная работа над проектом конституции была закончена в апреле 1978 года и 5 мая Комитет по конституционным делам начал обсуждение проекта. Наконец, 31 октября он был выставлен на голосование в Конгрессе и Сенате. За проект конституции проголосовали 325 депутатов Конгресса и 226 сенаторов. Таким образом, конституция получила поддержку в парламенте. 6 декабря проект конституция была вынесен на референдум и утверждён 88,54 % голосов избирателей при явке в 67,11 %.
После принятия Конституции Адольфо Суарес распустил парламент и назначил новые выборы на 1 марта 1979 года.

## Законодательная власть
Испанская законодательная власть, Генеральные Кортесы, которые предстояло избрать 1 марта 1979 года, состояли из двух палат: Конгресса депутатов (нижняя палата, 350 депутатов) и Сената (верхняя палата, 208 депутатов). Законодательная инициатива принадлежала обеим палатам, а также правительству, но Конгресс имел большую власть, чем Сенат. Только Конгресс мог утвердить премьер-министра или проголосовать за его отставку, и он мог отменить вето Сената абсолютным большинством голосов. Тем не менее, Сенат обладал несколькими эксклюзивными функциями, в частности, по утверждению конституционных поправок.
Эта система, закреплённая Конституцией Испании 1978 года, должна была предоставить политическую стабильность правительству, а также укрепить позиции премьер-министра, предусматривая вынесение вотума недоверия только Конгрессом. Она также внедрила более эффективную защиту от изменений конституции, требуя участия в принятии поправок обеих палат, а также предусмотрев специальный процесс с более высокими порогами утверждения и строгие требования в отношении общих конституционных реформ или поправок, касающихся так называемых «защищённых положений».

## Избирательная система
Голосование проходило на основе всеобщего избирательного права, с участием всех граждан старше восемнадцати.
348 мест в Конгрессе депутатов были распределены между 50 многомандатными избирательными округами, каждый из которых соответствовал одной из 50 испанских провинций, ещё два места были предназначены для Сеуты и Мелильи. Каждая провинция имела право как минимум на два места в Конгрессе, остальные 248 мест были распределены среди 50 провинций пропорционально их населению. Места в многомандатных округах распределялись по методу д’Ондта, с использованием закрытых списков и пропорционального представительства. В каждом из многомандатных округов к распределению мандатов допускались только списки сумевшие преодолеть порог в 3 % действительных голосов, которые включали и пустые бюллетени.
208 мест в Сенате был распределены между 58 округами. Каждый из 47 округов, располагавшихся на полуострове, имел четыре места в Сенате. Островные провинции, Балеарские и Канарские острова, были разделены на девять округов. Три больших округа, Мальорка, Гран-Канария и Тенерифе, получили по три места в Сенате, малые округа, Менорка, Ивиса—Форментера, Фуэртевентура, Гомера—Иерро, Лансароте и Пальма — по одному. Сеута и Мелилья избирали по два сенатора. В общей сложности, в Сенате насчитывалось 208 депутатов, избираемых прямым голосованием, с использованием открытого списка с частичным блоком голосования. Вместо того, чтобы голосовать за партии, избиратели отдавали голоса за отдельных кандидатов. В четырёхмандатных округах избиратели могли проголосовать не более чем за три кандидата, в трёх- и двухмандатных за двух кандидатов, в одномандатных округах за одного кандидата. Кроме того, каждое из автономных сообществ могли избрать по крайней мере одного сенатора и имели право на одно дополнительное место на каждый миллион жителей.

## Предвыборная кампания и последствия
Предвыборная кампания и сам день голосования прошли без заметных событий, отметившись лишь снижением интереса избирателей, в том числе, более низкой явкой по сравнению с предыдущими выборами.
Результаты голосования не удовлетворили ни одну из двух основных партий, фактически сохранив статус-кво. Союз демократического центра одержал вторую победу подряд, но вновь не достиг абсолютного большинства в нижней палате парламента. Испанская социалистическая рабочая партия, хотя и успела до выборов поглотить Народно-социалистическую партию Энрике Тьерно Гальвана и Федерацию социалистических партий, не смогла значительно улучшить свои результаты, оставшись в оппозиции. Коммунистическая партия Испании выступила лучше чем на предыдущих выборах, но всё равно осталась слишком незначительной силой, а правый Народный альянс и вовсе провалился. Неудача коммунистов, вновь показавших свою неспособность привлечь широкие народные массы, во многом стала следствием внутреннего кризиса, который проявился ожесточённой борьбой различных группировок, существовавших в рамках КПИ. Тем не менее, партия Сантьяго Каррильо по прежнему оставалась третьей парламентской силой в Испании.
В отличие от предыдущих выборов, в 1979 году ультраправые смогли объединиться вокруг лидера национал-католической партии Новая сила Бласа Пиньяра, известного как идеолог франкистского режима. Созданный им Национальный союз получил более 2 % голосов, что обеспечило крайне правым представительство в парламенте, в первый и единственный раз в их истории после смерти Франко.
Бывшие республиканские партии, Республиканская левая и Испанское демократическое республиканское действие, на этот раз смогли принять участие в выборах, но результаты показали их очень низкую популярность в испанском обществе: на двоих они смогли завоевать всего 0,34 % голосов. Аналогичная ситуация произошла с Карлистской партией, которая получила всего лишь 0,28 % голосов, в результате чего политически карлизм в Испании почти исчез.
Поражение на всеобщих выборах привели к глубоким разочарованием в ИСРП и открыли внутренние дебаты. На XXVIII съезде ИСРП, состоявшемся в мае 1979 года, большинство делегатов выступили против исключения марксизма из программных документов партии. Тогда генеральный секретарь Фелипе Гонсалес и остальные члены исполнительного комитета объявили о своей отставке,. В результате, на внеочередном съезде, состоявшемся в сентябре, Фелипе Гонсалес был вновь избран генеральным секретарём, одновременно с окончательным отказом партии от самоопределения «марксистская». Это, безусловно, закрепило лидерство Фелипе Гонсалеса и завершило процесс перестройки ИСРП, инициированной пять лет назад.

## Опросы
Результаты предвыборных опросов общественного мнения приведены в таблице ниже в обратном хронологическом порядке, показывая самые последние первыми. Приведены последние даты опроса, а не дата публикации. Если такая дата неизвестна, указана дата публикации. Самый высокий процент в каждом опросе отображается жирным шрифтом и выделен цветом ведущего участника. Колонка справа показывает разницу между двумя ведущими партиями в процентных пунктах. Если конкретный опрос не показывает данные для какой-либо из партий, ячейки этой партии, соответствующая данному опросу показана пустой.
| Организация                                                           | Дата            | Союз демократического центра | Испанская социалистическая рабочая партия | Коммунистическая партия Испании | Демократическая коалиция | Конвергенция и Союз |     | НС  | Разница |  |  |
| --------------------------------------------------------------------- | --------------- | ---------------------------- | ----------------------------------------- | ------------------------------- | ------------------------ | ------------------- | --- | --- | ------- |  |  |
| Организация                                                           | Дата            |                              |                                           |                                 |                          |                     |     |     |         |  |  |
| Итоги выборов Архивная копия от 17 июля 2016 на Wayback Machine       | 1 марта 1979    | 34,8                         | 30,4                                      | 10,7                            | 5,9                      | 2,7                 | 1,6 | 2,1 | 4,4     |  |  |
|                                                                       |                 |                              |                                           |                                 |                          |                     |     |     |         |  |  |
| Sofemasa Архивная копия от 8 августа 2016 на Wayback Machine          | 21 февраля 1979 | 32,9                         | 35,0                                      | 11,0                            | 6,3                      | 1,8                 | 1,7 | 2,3 | 2,1     |  |  |
| RNC                                                                   | 6 февраля 1979  | 34,0                         | 36,0                                      | 14,0                            | 13,0                     |                     |     |     | 2,0     |  |  |
| Gallup                                                                | 6 февраля 1979  | 30,0                         | 46,0                                      | 10,0                            | 13,0                     |                     |     |     | 16,0    |  |  |
| El Imparcial                                                          | 5 февраля 1979  | 25,6                         | 26,1                                      | 17,5                            | 11,6                     |                     |     |     | 0,5     |  |  |
| Cambio 16                                                             | 1 февраля 1979  | 31,0                         | 39,5                                      | 8,3                             | 3,4                      |                     |     |     | 8,5     |  |  |
| Sofemasa Архивная копия от 8 августа 2016 на Wayback Machine          | 31 января 1979  | 32,2                         | 35,4                                      | 9,9                             | 3,9                      |                     |     |     | 3,2     |  |  |
|                                                                       |                 |                              |                                           |                                 |                          |                     |     |     |         |  |  |
| General Election Архивная копия от 20 октября 2017 на Wayback Machine | 15 июня 1977    | 34,4                         | 29,3                                      | 9,3                             | 8,2                      | 2,8                 | 1,6 | 0,4 | 5,1     |  |  |

## Результаты

### Конгресс депутатов

Распределение мест среди партий:
Союз демократического центра: 168
Испанская социалистическая рабочая партия: 121
Коммунистическая партия Испании: 23
Демократическая коалиция: 9}} legend

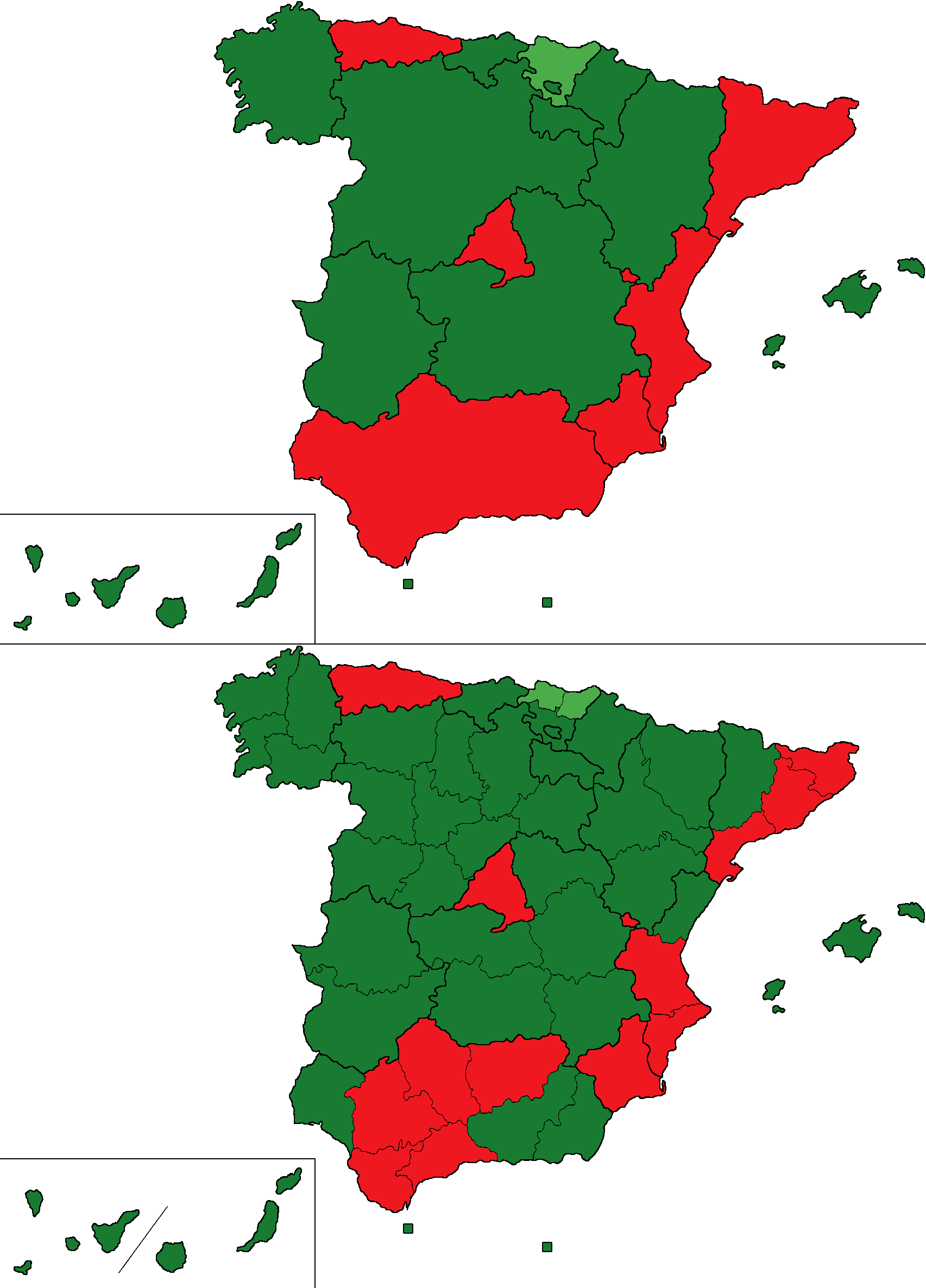
Наибольшее количество голосов за партию в автономных сообществах и провинциях
Союз демократического центра
Испанская социалистическая рабочая партия
Баскская националистическая партия

| Партии и коалиции                                                                       | Партии и коалиции                                             | Партии и коалиции                                                                                     | Лидер                                 | Голоса     | Голоса | Голоса | Места | Места |
| Партии и коалиции                                                                       | Партии и коалиции                                             | Партии и коалиции                                                                                     | Лидер                                 | Голоса     | %      | ±п.п.  | Места | +/−   |
| --------------------------------------------------------------------------------------- | ------------------------------------------------------------- | --- | ------------------------------------- | ---------- | ------ | ------ | ----- | ----- |
|                                                                                         | Союз демократического центра                                  | исп. Unión de Centro Democrático, UCD                                                                 | Адольфо Суарес                        | 6 268 593  | 34,84  | ▲0,40  | 168   | ▲3    |
|                                                                                         | Испанская социалистическая рабочая партия                     | исп. Partido Socialista Obrero Español, PSOE                                                          | Фелипе Гонсалес                       | 5 469 813  | 30,40  | ▲3,38  | 121   | ▼3    |
|                                                                                         | Коммунистическая партия Испании                               | исп. Partido Comunista de España, PCE                                                                 | Сантьяго Каррильо                     | 1 938 487  | 10,77  | ▲1,44  | 23    | ▲3    |
|                                                                                         | Демократическая коалиция                                      | исп. Coalición Democrática, CD                                                                        | Мануэль Фрага Ирибарне                | 1 094 438  | 6,08   | ▼2,33  | 9     | ▼7    |
|                                                                                         | Конвергенция и Союз                                           | кат. Convergència i Unió, CiU                                                                         | Жорди Пужоль                          | 483 353    | 2,69   | ▼1,06  | 8     | ▼5    |
|                                                                                         | Национальный союз                                             | исп. Unión Nacional, UN                                                                               | Блас Пиньяр                           | 378 964    | 2,21   | ▲1,53  | 1     | ▲1    |
|                                                                                         | Социалистическая партия Андалусии—Андалусистская партия       | исп. Partido Socialista de Andalucía–Partido Andalucista, PSA–PA                                      | Алехандро Рохас-Марко                 | 325 842    | 1,81   | новая  | 5     | новая |
|                                                                                         | Баскская националистическая партия                            | баск. Euzko Alderdi Jeltzalea, EAJ                                                                    | Шабиэр Арсальус                       | 296 597    | 1,65   | ▲0,03  | 7     | ▼1    |
|                                                                                         | Партия трудящихся Испании                                     | исп. Partido del Trabajo de España, PTE                                                               | Эладио Гарсия Кастро                  | 192 798    | 1,07   | ▲0,40  | 0     | —     |
|                                                                                         | Народное единство                                             | баск. Herri Batasuna, HB                                                                              |                                       | 172 110    | 0,96   | ▲0,72  | 3     | ▲3    |
|                                                                                         | Революционная организация трудящихся                          | исп. Organización Revolucionaria de los Trabajadores, ORT                                             | Хосе Санрома                          | 138 487    | 0,77   | ▲0,22  | 0     | —     |
|                                                                                         | Испанская социалистическая рабочая партия (историческая)      | исп. Partido Socialista Obrero Español (Sector Histórico), PSOE-H                                     | Мигель Пейдро                         | 133 869    | 0,74   | ▲0,05  | 0     | —     |
|                                                                                         | Республиканская левая Каталонии- Национальный фронт Каталонии | кат. Esquerra de Catalunya - Front Nacional de Catalunya, EC–FN                                       | Эриберт Баррера                       | 123 452    | 0,69   | ▼0,10  | 1     | ▬     |
|                                                                                         | Левые Страны Басков                                           | баск. Euskadiko Ezkerra, EE                                                                           | Хуан Мария Бандрес                    | 85 677     | 0,48   | ▲0,14  | 1     | ▬     |
|                                                                                         | Движение коммунистов Организация левых коммунистов            | исп. Movimiento Comunista — Organización de Izquierda Comunista, MC OIC                               | Эухенио дель Рио                      | 84 856     | 0,47   | новая  | 0     | —     |
|                                                                                         | Галисийский национальный народный блок                        | галис. Bloque Nacional Popular Galego, BNPG                                                           |                                       | 60 889     | 0,34   | ▲0,22  | 0     | —     |
|                                                                                         | Союз канарского народа                                        | исп. Unión del Pueblo Canario, UPC                                                                    | Фернандо Сагасета                     | 58 953     | 0,33   | новая  | 1     | —     |
|                                                                                         | Левый блок национального освобождения                         | кат. Bloc d'Esquerra d'Alliberament Nacional, BEAN                                                    | Льюис Мария Ширинакс                  | 56 582     | 0,31   | новая  | 0     | —     |
|                                                                                         | Галисийское единство                                          | галис. Unidade Galega, UG                                                                             |                                       | 55 555     | 0,31   | ▲0,16  | 0     | —     |
|                                                                                         | Республиканская левая                                         | исп. Izquierda Republicana, IR                                                                        | Фран Перес                            | 55 384     | 0,31   | новая  | 0     | —     |
|                                                                                         | Карлисты                                                      | исп. Partido carlista, PC                                                                             | Эваристо Ольсина                      | 50,552     | 0,28   | ▲0,23  | 0     | —     |
|                                                                                         | «Красное знамя»—Единство коммунистов                          | исп. Organización Comunista de España (Bandera Roja) — Unificación Comunista de España, OCEBR–UCE     |                                       | 47 937     | 0,27   | новая  | 0     | —     |
|                                                                                         | Рабочая коммунистическая партия                               | исп. Partido Comunista de los Trabajadores, PCT                                                       |                                       | 47 896     | 0,27   | новая  | 0     | —     |
|                                                                                         | Арагонская партия                                             | исп. Partido Aragonés, PAR                                                                            |                                       | 38 042     | 0,21   | ▲0,01  | 1     | —     |
|                                                                                         | Революционная коммунистическая лига                           | исп. Liga Comunista Revolucionaria, LCR                                                               |                                       | 36 662     | 0,20   | ▼0,02  | 0     | —     |
|                                                                                         | Подлинная испанская фаланга                                   | исп. Spanish Phalanx of the Committees for the National-Syndicalist Offensive (Auténtico), FE–JONS(A) |                                       | 30 252     | 0,17   | ▼0,08  | 0     | —     |
|                                                                                         | Союз наваррского народа                                       | исп. Unión del Pueblo Navarro, UPN                                                                    |                                       | 28 248     | 0,16   | новая  | 1     | ▲1    |
|                                                                                         | Арагонская коалиция                                           | |                                       | 19 220     | 0,11   | новая  | 0     | —     |
|                                                                                         | Партии, набравшие менее 0,1 % голосов                         | Партии, набравшие менее 0,1 % голосов                                                                 | Партии, набравшие менее 0,1 % голосов | 222 558    | 1,21   | —      | 0     | —     |
|                                                                                         | Пустые бюллетени                                              | Пустые бюллетени                                                                                      | Пустые бюллетени                      | 57 267     | 0,32   | ▲0,07  |       |       |
|                                                                                         |                                                               | |                                       |            |        |        |       |       |
| Всего                                                                                   | Всего                                                         | Всего                                                                                                 | Всего                                 | 17 990 915 | 100,00 |        | 350   | —     |
| Недействительные голоса                                                                 | Недействительные голоса                                       | Недействительные голоса                                                                               | Недействительные голоса               | 268 277    | 1,47   | ▲0,04  |       |       |
| Зарегистрировано / Явка                                                                 | Зарегистрировано / Явка                                       | Зарегистрировано / Явка                                                                               | Зарегистрировано / Явка               | 26 836 490 | 68,04  | ▼10,79 |       |       |
|                                                                                         |                                                               | |                                       |            |        |        |       |       |
| Источник: Ministry of the Interior Архивная копия от 20 октября 2017 на Wayback Machine |                                                               | |                                       |            |        |        |       |       |

1. ↑  Включая Центристов Каталонии-СДЦ
2. ↑  В том числе, 17 депутатов от Партии социалистов Каталонии
3. ↑  В том числе, 8 депутатов от ОСПК
4. ↑  Включая Форалистский союз Страны Басков (34 108 голосов (0,19 %), 1 место)
5. ↑  Из них, 5 депутатов от Народного альянса, 2 от Либерального гражданского действия, и по одному от Прогрессивно-демократической партии и баскских форалистов
6. ↑  Из них, 7 депутатов от Демократической конвергенции Каталонии и один от Демократического союза Каталонии
7. ↑  Фактически преемник Левого демократического фронта
8. ↑  Фактически преемник Баскской социалистической ассамблеи и Баскского националистического действия
9. ↑  Совместно с Наваррским левым союзом (10,970 голосов (0,06 %), 0 мест)
10. ↑  Фактически преемник Демократического социалистического союза
11. ↑  Фактически преемник Левых Каталонии — Демократического избирательного фронта
12. ↑  Коалиция Каталонского рабочего блока, Социалистической партии национального освобождения и ряда независимых политиков
13. ↑  Коалиция Галисийской партии, Галисийской рабочей и Галисийской социалистической партий
14. ↑  По сравнению с результатом Галисийской социалистической партии
15. ↑  Националистическая партия Кастилии и Леона, Либеральная партия, Валенсийский региональный союз, Националистическая партия Страны Валенсия, Испанская сельская партия, Партия Страны Канары, Социалисты Майорки и Менорки, Синдикалистская партия, Союз за свободу слова, «Каталонское государство», Кантональная партия, Независимые деревенские кандидаты, Социальная христианская демократия Каталонии, Проверистская партия, Испанское демократическое республиканское действие, Коммунистическая лига, Астурийский националистическая совет, Аутентичная испанская фаланга, Политика Партия за строгую политику, Рабоче-крестьянская партия, Фалангистское единство—Независимая испанская фаланга, Испанская фаланга-Фалангистское единство, независимые кандидаты

### Сенат
В выборах 208 сенаторов приняли участие 18 096 422 человека (67,43 %). Недействительных бюллетеней — 507 434 (2,80 %), пустых бюллетеней — 259 613 (1,48 %).
| Партии и коалиции                                                                           | Партии и коалиции                         | Партии и коалиции                                  | Лидер                  | Места | Места |
| Партии и коалиции                                                                           | Партии и коалиции                         | Партии и коалиции                                  | Лидер                  | Места | +/−   |
| ------------------------------------------------------------------------------------------- | ----------------------------------------- | -------------------------------------------------- | ---------------------- | ----- | ----- |
|                                                                                             | Союз демократического центра              | исп. Unión de Centro Democrático, UCD              | Адольфо Суарес         | 118   | ▲12   |
|                                                                                             | Испанская социалистическая рабочая партия | исп. Partido Socialista Obrero Español, PSOE       | Фелипе Гонсалес        | 61    | ▲10   |
|                                                                                             | Новое соглашение                          | исп. Nova Entesa                                   |                        | 10    | ▲2    |
|                                                                                             | Баскская националистическая партия        | баск. Euzko Alderdi Jeltzalea, EAJ                 | Шабиэр Арсальус        | 8     | ▲2    |
|                                                                                             | Демократическая коалиция                  | исп. Coalición Democrática, CD                     | Мануэль Фрага Ирибарне | 3     | ▲1    |
|                                                                                             | Группы независимых избирателей            | исп. Agrupación de Electores Independientes, ADEI) |                        | 3     | ▲1    |
|                                                                                             | За соглашение                             | исп. Per l'Entesa                                  |                        | 1     | ▼3    |
|                                                                                             | Конвергенция и Союз                       | кат. Convergència i Unió, CiU                      | Жорди Пужоль           | 1     | ▼1    |
|                                                                                             | Народное единство                         | баск. Herri Batasuna, HB                           |                        | 1     | ▲1    |
|                                                                                             | Прогрессивные кандидаты Менорки           | исп. Candidatura Progresista de Menorca            |                        | 1     | ▲1    |
|                                                                                             | Независимые                               |                                                    |                        | 1     |       |
|                                                                                             |                                           |                                                    |                        |       |       |
| Всего                                                                                       | Всего                                     | Всего                                              | Всего                  | 208   | ▲1    |
|                                                                                             |                                           |                                                    |                        |       |       |
| Источник: Ministry of the Interior Архивная копия от 30 июня 2016 на Wayback Machine (исп.) |                                           |                                                    |                        |       |       |

1. ↑  Коалиция Партии социалистов Каталонии, Республиканской левой Каталонии и независимых
2. ↑  6 сенаторов от Партии социалистов Каталонии, 2 от Республиканской левой Каталонии и 2 независимых
3. ↑  Коалиция Объединённой социалистической партии Каталонии и Рабочей партии Каталонии
4. ↑  По сравнению с 2 сенаторами от Демократической конвергенции Каталонии

## Результаты по регионам
Распределение голосов и мандатов за партии и коалиции по регионам Испании.
| Регион            | СДЦ        | СДЦ   | ИСРП       | ИСРП  | КПИ        | КПИ   | ДК         | ДК    | НС         | НС    | ПТИ        | ПТИ   | РОТ        | РОТ   | ИСРП(и)    | ИСРП(и) | Регионалисты | Регионалисты | Всего |
| Регион            | Голоса (%) | Места | Голоса (%) | Места | Голоса (%) | Места | Голоса (%) | Места | Голоса (%) | Места | Голоса (%) | Места | Голоса (%) | Места | Голоса (%) | Места   | Голоса (%)   | Места        | Всего |
| ----------------- | ---------- | ----- | ---------- | ----- | ---------- | ----- | ---------- | ----- | ---------- | ----- | ---------- | ----- | ---------- | ----- | ---------- | ------- | ------------ | ------------ | ----- |
| Андалусия         | 31,8       | 24    | 33,5       | 23    | 13,3       | 7     | 4,3        | 0     | 1,6        | 0     | 2,0        | 0     | 0,3        | 0     | 0,6        | 0       | 11,0         | 5            | 58    |
| Арагон            | 40,9       | 8     | 28,3       | 5     | 7,1        | 0     | 5,6        | 0     | 1,7        | 0     | 3,3        | 0     | 0,4        | 0     | 0,8        | 0       | 9,0 %        | 1            | 14    |
| Астурия           | 33,0       | 4     | 37,3       | 4     | 13,7       | 1     | 8,6        | 1     | 2,1        | 0     | 0,3        | 0     | 0,5        | 0     | 0,6        | 0       | 0,5          | 0            | 10    |
| Балеары           | 48,9       | 4     | 29,5       | 2     | 4,9        | 0     | 9,1        | 0     | 1,0        | 0     | 0,6        | 0     | 0,3        | 0     | —          | —       | 3,3          | 0            | 6     |
| Валенсия          | 36,5       | 13    | 37,3       | 13    | 12,0       | 3     | 4,5        | 0     | 2,3        | 0     | 0,4        | 0     | 0,5        | 0     | 1,0        | 0       | 2,0          | 0            | 29    |
| Галисия           | 48,2       | 17    | 17,3       | 6     | 4,1        | 0     | 14,2       | 4     | 0,7        | 0     | 0,6        | 0     | 0,3        | 0     | 1,2        | 0       | 11,3         | 0            | 27    |
| Канары            | 58,3       | 9     | 17,8       | 3     | 3,7        | 0     | 3,7        | 0     | 1,0        | 0     | 0,5        | 0     | 0,5        | 0     | —          | —       | 12,9         | 1            | 13    |
| Кантабрия         | 41,8       | 3     | 30,3       | 2     | 6,6        | 0     | 10,3       | 0     | 3,9        | 0     | 1,5        | 0     | 1,2        | 0     | 1,4        | 0       | —            | —            | 5     |
| Кастилия-Ла-Манча | 43,0       | 13    | 34,5       | 8     | 9,7        | 0     | 5,7        | 0     | 4,3        | 0     | 0,5        | 0     | 0,4        | 0     | 0,5        | 0       | —            | —            | 21    |
| Кастилия-Леон     | 51,0       | 25    | 25,6       | 10    | 4,8        | 0     | 9,4        | 0     | 2,2        | 0     | 0,8        | 0     | 0,5        | 0     | 0,5        | 0       | 1,2          | 0            | 35    |
| Каталония         | 19,3       | 12    | 29,6       | 17    | 17,4       | 8     | 3,6        | 1     | 0,9        | 0     | 1,5        | 0     | 0,4        | 0     | 1,0        | 0       | 22,2         | 9            | 47    |
| Мадрид            | 33,1       | 12    | 33,3       | 12    | 13,4       | 4     | 8,6        | 3     | 4,8        | 1     | 1,1        | 0     | 2,1        | 0     | 0,6        | 0       | —            | —            | 32    |
| Мурсия            | 39,0       | 4     | 39,1       | 4     | 7,9        | 0     | 5,7        | 0     | 1,5        | 0     | 0,4        | 0     | 1,0        | 0     | 1,7        | 0       | 1,4          | 0            | 8     |
| Наварра           | 32,9       | 3     | 21,9       | 1     | 2,2        | 0     | —          | —     | —          | —     | —          | —     | —          | —     | —          | —       | 32,6 %       | 1            | 5     |
| Риоха             | 48,0       | 3     | 29,1       | 1     | 3,5        | 0     | 13,8       | 0     | 1,1        | 0     | 0,8        | 0     | 1,1        | 0     | —          | —       | —            | —            | 4     |
| Страна Басков     | 16,9       | 5     | 19,0       | 5     | 4,6        | 0     | 3,4        | 0     | 1,1        | 0     | —          | —     | 0,7        | 0     | 0,5        | 0       | 50,5         | 11           | 21    |
| Эстремадура       | 45,6       | 7     | 37,5       | 5     | 7,7        | 0     | 3,6        | 0     | 2,2        | 0     | 0,6        | 0     | 1,1        | 0     | 0,6        | 0       | —            | —            | 12    |
| Сеута             | 51,8       | 1     | 35,3       | 0     | —          | —     | 7,8        | 0     | 3,4        | 0     | —          | —     | 0,5        | 0     | —          | —       | —            | —            | 1     |
| Мелилья           | 51,5       | 1     | 21,4       | 0     | 4,5        | 0     | 4,8        | 0     | 2,4        | 0     | 2,0        | 0     | 0,2        | 0     | —          | —       | 10,0         | 0            | 1     |
| Всего             | 34,84      | 168   | 30,40      | 121   | 10,77      | 23    | 6,08       | 9     | 2,21       | 1     | 1,07       | 0     | 0,77       | 0     | 0,74       | 0       | н/д          | н/д          | 350   |

1. ↑  Социалистическая партия Андалусии—Андалусистская партия
2. ↑  Социалистическая партия Андалусии—Андалусистская партия
3. ↑  Арагонская партия — 6,0 %, Арагонская коалиция — 3,0 %
4. ↑  Арагонская партия
5. ↑  Астурийский националистический совет
6. ↑  Альянс «Социалисты Мальорки и Менорки»
7. ↑  Валенсийский региональный союз — 0,8 %, Националистическая партия Страны Валенсия — 0,7 %, Левый блок национального освобождения — 0,5
8. ↑  Галисийский народный национальный блок — 5,9 %, Галисийское единство — 5,4 %
9. ↑  Союз канарского народа — 11,0 %, Партия Страны Канары — 1,9 %
10. ↑  Группа независимых правых
11. ↑  Националистическая партия Кастилии и Леона
12. ↑  Совместный список с Центристами Каталонии
13. ↑  Партия социалистов Каталонии
14. ↑  Объединённая социалистическая партия Каталонии
15. ↑  Партия трудящихся Каталонии
16. ↑  Конвергенция и Союз — 16,4 %, Республиканская левая Каталонии и союзники — 4,2 %, Левый блок национального освобождения — 1,6
17. ↑  Конвергенция и Союз — 8, Республиканская левая Каталонии — 1
18. ↑  Кантональная партия (Картахена)
19. ↑  Социалистическая партия Страны Басков
20. ↑  Коммунистическая партия Страны Басков
21. ↑  Союз наваррского народа — 11,1 %, Народное единство[англ.] — 8,8 %, Баскская националистическая партия — 8,4 %, Наваррский левый союз — 4,3 %
22. ↑  Союз наваррского народа — 1
23. ↑  Социалистическая партия Страны Басков
24. ↑  Коммунистическая партия Страны Басков
25. ↑  Форалистский союз Страны Басков
26. ↑  Баскская националистическая партия — 27,5 %, Народное единство[англ.] — 15,0 %, Левые Страны Басков — 8,0 %
27. ↑  Баскская националистическая партия — 7, Народное единство[англ.] — 3, Левые Страны Басков — 1
28. ↑  Независимый кандидат

Союз демократического центра победил в 37 провинциях. Социалисты выиграли выборы в 13 провинциях, в том числе в Мадриде и Барселоне. Баскские националисты первенствовали в Бискайе и Гипускоа.

## После выборов
Председателем Конгресса был избран Ланделино Лавилья (СДЦ), за которого 23 марта 1979 года проголосовали 177 депутатов.
30 марта 1979 года Адольфо Суарес был утверждён на посту премьер-министра Испании абсолютным большинством голосов в первом туре голосования. За его кандидатуру высказались 183 депутата Конгресса из 350.